# 社青同解放派
社青同解放派（しゃせいどうかいほうは、正式名称：日本社会主義青年同盟解放派、略称：解放派）は、1965年に結成された日本の新左翼党派の一つ。中心的な政治組織は革命的労働者協会（革労協）。
1965年に日本社会主義青年同盟の分派として結成され、1971年に独立したが、1981年に革命的労働者協会（主流派）と解放派全国協議会（反主流派）に分裂し、更に1999年に主流派から革命的労働者協会（赤砦社派）が分裂した。レーニン主義を批判し「マルクス主義の復権」を掲げる。
創始者は滝口弘人（佐々木慶明）、指導者は中原一（笠原正義）、高見圭司、狭間嘉明ら。機関紙誌は『解放』（旧『革命』）。学生組織は反帝学生評議会（反帝学評）。大衆組織はプロレタリア統一戦線（プロ統）。ヘルメットは青。スローガンは「万国のプロレタリア団結せよ！」。警察白書では極左暴力集団、マスコミは過激派と呼ぶ。

## 概要
新左翼党派としては、唯一、起源が日本共産党にない。しばしば誤解されているように安保ブントの残党が社青同に加入したのが起源の一つ、ということもない。そのため、指導部は他の新左翼より10年若い。1960年代前半、無の状態から5年間で全国組織が建設された。
1960年代前半、旧社会党内の構造改革論をめぐる対立が社青同内に持ち込まれ、1964年2月の「社青同第4回大会」では、社会主義協会派が構改派から指導権を奪うなど社青同内での対立が激しくなっていた。そのころから解放派も次第に勢力を伸ばしはじめ、1965年3月に公式に社青同解放派を結成した。社会党東京都本部オルグなどに解放派メンバーが多数起用されたことも、解放派組織拡大に有利に働いた。解放派は協会派と対立を深め、1967年9月3日の東京地本での衝突（九三事件）をはじめ各地で両派の暴力的衝突を引き起こした。1969年10月には解放派は独自に政治組織の革命的労働者協会を結成するに至った。革労協結成宣言は公然と社民・民同解体を主張し、1970年以降社会党解放派パージの理由となった。パージを逃れた者も、これ以降社会党内で解放派として活動することはできなくなった。社青同では、1971年2月の第10回大会でついに集団除名され、解放派は71年9月独自に「社青同第10回再建大会」を開催し、自派傘下の社青同を結成した。機関紙は「団結の砦」。こうして解放派は1970年代に入って社会党・社青同内の分派としての実態を失い、独自の党派となった。
他の多くの新左翼が、トロツキーあるいはレーニンのマルクス・レーニン主義路線をとるのに対して、解放派は、第一インターの正統派マルクス主義復権の立場に立ち、ボルシェヴィキ的な前衛党による外部注入的な大衆指導路線を批判する反ボルシェヴィズム（反レーニン主義）、ローザ・ルクセンブルク主義、左翼共産主義、労働者反対派（アレクサンドラ・コロンタイなど）的立場である。なおレーニン主義の外部注入論を否定しているが、前衛的部分の組織化を否定していたわけではなく、共産主義通信委員会という前衛的組織が存在した。
また他の新左翼の多くが、自らを「新左翼」と呼称し、自らを社共に変わる真の前衛・共産党と意識していた結果、共産党のことを「代々木」と呼ぶのに対して、解放派は平然と「日共」と呼称しているなど、このあたりにも、意識の微妙な違いが見て取れる。また、他党派の実力闘争に関しても革マル派は「権力の走狗」と主張、中核派もほとんど言及しないのに対して、解放派は機関紙上で肯定的に言及することがしばしばある。
巷では社青同解放派＝革命的労働者協会（革労協）と同一であるとみなされがちだが、正確には違う。解放派という潮流の中心組織が革労協であることは間違いないが、協会派に近い左派社民のグループから極左暴力路線の革労協最左派（＝学生委員会中心で武装闘争の強化を唱える集団）までを内包した統一戦線が解放派と呼ばれた。 このように様々な潮流を内包したからこそ、組織内では常に紛争が絶えなかったという見方もある。

## 思想
社青同解放派は「マルクス・レーニン主義」の原則を批判し、「マルクス主義の復権」を提唱する。このため党組織論では、レーニン主義の前衛党理論（外部注入論）を批判し、全世界プロレタリアートの共通利益に依拠する革命的マルクス主義の党建設を目指す。思想的立場としては、スターリン主義の一国社会主義論、トロツキズムの反スターリン主義、毛沢東思想、既成左翼の官僚主義などを批判し、プロレタリアの国際的団結を訴える。また日本の社会主義思想としては、労農派を評価した。
後に解放派の綱領的文章とされた1961年5月 滝口弘人による『共産主義＝革命的マルクス主義の旗を奪還するための闘争宣言（草案）』では、「日本帝国主義の新たな国家独占資本主義的展開」では「プロレタリアが全階級的政治性を身につけて、階級闘争を徹底的に貫き、支配権力を奪取して、資本制社会を根底から転覆しつつあらたな共同社会を建設する道」しかないが、「各国社会民主党が、いわば近代的官僚主義で包囲された特殊利益の連合」であるため、「全世界プロレタリアートの共通利益にのみ依拠」する「偉大な真実の共産主義＝革命的マルクス主義の創造的復活」が必要であるとする。また「自称他称の諸「トロツキスト」集団」や黒田寛一は「観念論による宗派主義」であり、「「反ブルジョアジー」が「反スターリン主義」の現実的基盤であって、その逆ではない。」とする。また「レーニン主義＝ボルシェヴィズムの基底的原則は、マルクス主義の基底的原則を正確に逆立ちさせたもの」で、「第一インターナショナル規約前文冒頭の原則からの断固たる背反」であり、「スターリン主義の真実の批判者は、トロツキズムではあり得ない」とし、更には「現代革命に誠実たらんとする者にとって、その立場は「マルクス＝レーニン主義」ではあり得ない。それは、はっきりとかつ徹底的に「マルクス主義」でなければならぬのである。」として、マルクス主義の復権を提唱した。そして「「労農派」マルクス主義の科学としての成果を断固として擁護し、強調し、いっそう発展させなければならない 」として、「日本社会党の内部に、共産主義＝革命的マルクス主義の徹底的な純化をめざす公然たる組織的な分派の形成から始めるべき」と主張した。

## 歴史
解放派は他の新左翼党派とは異なって労働者を中心とする潮流と、学生を中心とする潮流の二本立てで考えるのが理解しやすい。

### 創成期
- 1960年2月27日　日本社会党本部2階で日本社会主義青年同盟学生班協議会の結成が行なわれる。（これは前年来、早稲田大学を中心として活動してきた、東京社会主義学生会議が、社青同の組織に発展的に転化したものである。）

東京外大で寮運動を行ない、東大に学士入学した滝口弘人が社青同東大学生班を結成（後に江田五月、横路孝弘も参加）。
- 1961年5月 滝口弘人が『共産主義＝革命的マルクス主義の旗を奪還するための闘争宣言（草案）』を社青同東大班機関紙『解放』NO.6号に発表。その後ナンバー・シックスと呼称され、解放派の綱領的文章と呼ばれる。
- 1962年12月 過渡的な前衛的組織を目指した秘密組織である共産主義者通信委員会(KTC)を結成。

### 飛躍の時代
- 1964年 原潜闘争で飛躍（学）。
- 1965年 社青同全国学生班協議会解放派（学）と東京解放派（労）が結成。

日韓闘争（労学）、早大闘争（学）を主導。
- 1965年7月 都学連をブントや中核派とともに再建（学）。
- 1966年 全学連をブントや中核派とともに再建（学）。
- 1966年 東交反合理化闘争を主導、社青同東京地本の中軸となる（労）。
- 1966年9月3日 社青同東京地本大会で解放派と協会派が衝突（九三事件）。社青同中央を握る社会主義協会派により東京地本が分裂され、東京地本は独立する（樋口圭之介委員長）。全国各地は各地本内部で、主導権を争いながら共闘している（労）。
- 1968年 東大闘争の主軸を担う（学）。
- 1968年12月 革マル派が早大文連及び早祭実支配のため、解放派メンバーを襲撃。解放派は早大より追いだされる。延長戦として、1月、東大闘争のさなか、駒場の解放派も襲撃する。

70年安保に向かう、ベトナム反戦運動の高揚の中で、反戦青年委員会が当初は、社会党・総評の主導で結成される（社会党青年局長であった高見圭司が中心であった）が、「反戦」の主導権は次第に新左翼のほうに移っていく（労）。
- 1969年9月 革命的労働者協会（社会党・社青同解放派）が結成される。

革労協結成をめぐっては、（社会党都本部の三分の一を占めるほどの）反戦派の内、解放派の初期メンバーが中心になって結成した社会党内グループである「革同」（社会党革命同志会）との分岐の問題があった。ドイツ革命期における、早期の新党結成か、ぎりぎりまで社民内分派闘争を追及するか、と同様の問題である。「社民内外を貫く公然たる分派の形成」との表現は、この二面の止揚なのか妥協なのか。学生運動では数年前から事実上、単独党派として活動しているので、このあたりの問題にリアリティーが薄い。これは後の狭間派の分離の伏線でもあるという意見もある。
- 1969年 68年に三派全学連から中核派が離脱した後のいわゆる反帝全学連が機能停止に陥っていた中、「プロレタリア統一戦線の一翼としての全学連運動」をかかげた第二十回定期全国大会を開催し、ここに解放派系全学連が誕生した。初代委員長は早稲田大学の石橋興一。
- 1969年10月11月決戦 （当時の首相佐藤栄作の訪米阻止に向けた一連の闘争）。日本生産性本部、日本工業倶楽部、総理大臣官邸、自民党本部、NHKに突入。
- 1969年11月13日 銀座駅の周辺の地下街でデモを行った後、銀座駅、泉岳寺駅で火炎瓶を投擲するテロを発生させる。通行人や乗客ら16人が巻き込まれて火傷などの重軽傷を負う[6]。
- 1970年5月 社会党都本部占拠
- 1970年6月 安保決戦（工場からの反乱を政府中枢へ）
- 1970年11月 社会党大会、13名の除名に対する抗議闘争
- 1971年2月 協会向坂派系執行部が社青同第10回大会を単独開催。解放派系地本はこれを認めない声明を発表する。
- 1971年3月 パリ・コミューン百周年集会を全国各地で開催。
- 1971年5月30日 集会場で中核派系の全国部落研と衝突、以降組織全体で部落解放運動に関わる。
- 1971年6月 参議院選挙全国区に高見圭司が立候補14.6万票（次々点。1977年までに1人が任期途中で死亡したため、次点に繰り上げ）を獲得。選挙時のスローガンは「議会にゲリラを！」だった。
- 1971年9月、解放派系地本、同盟員は神奈川大学で独自に社青同第10回大会を開催、樋口圭之介を委員長とする執行部を選出。これ以後解放派組織は革労協と社青同の二本立てとなる。

### 党派闘争の激化（正面戦段階）
- 1972年4月28日 大阪城公園で革マル派部隊が解放派を蹴散らす。革マル派学生木下正人が死亡。この死は心臓麻痺によるもので、この結果の対立はいったん小康状態になる。
- 1972年11月8日 革マル派が早稲田大学で早大生川口をリンチで殺害。早稲田解放闘争が始まり。WAC（早大行動委員会）が結成され、革マル派は次々と自治会執行部から罷免される。再度、早大支配をねらう革マル派は学生集会を襲撃し出すが、自衛武装を始めたWACに、解放派、ブント等が助太刀に駆けつけ正面戦の対峙が続く。
- 1973年5～6月 早稲田大学で革マル派全国部隊を3度にわたり粉砕。

### 党派闘争の激化（アジト襲撃と病院送り段階）
- 1973年9月14～15日 深夜、新学期の直前、早稲田解放闘争の継続を恐れた革マル派150名が神奈川大学に泊り込んだ解放派部隊約50人に4時間にわたり夜襲をかける。この結果、解放派部隊のほとんどが入院という大きな打撃を受ける。このとき攻撃側のレポが2人捕まる。寮にいた現場指導部の永井啓之は、最大の目標は集めうる部隊でのキャンパスへの救援であると、レポへのリンチを制止し反撃の準備に全力で取り掛かる。早朝ぐったりしたレポ2名を運びだし放置する。この2名が死亡し、北條全学連委員長、永井啓之が指名手配されてしまう。
- 1973年9月16日 革マル派はWAC（早大行動委員会）を三越デパート屋上で襲撃

（参考）1973年10月20日 神大事件の影響もあるのか、2年間の臥薪嘗胆のすえ、中核派がついに革マル派への攻勢を開始する（殺人段階に入る）。
- 1974年 ガスの検針員を装った革マル派の襲撃部隊が滝口弘人他十人近くを襲撃（中延ハイツ事件）。一年後の1975年に報復として解放派は、革マル派全学連本部創造社に対して武装襲撃。

（参考）1975年3月14日 革マル派が中核派の本多延嘉書記長を暗殺（全面戦争の開始）
- 1975年6月24日 加藤登紀子（夫が「反帝全学連」結成の際歩調を合わせた解放派との縁で貸した、伊東）の別荘で会議中、水中銃などを手にした革マル派に襲撃され、元九州大学生で革労協福岡県委員会のリーダー、石井真作が殺され狭間嘉明が瀕死の重傷を負う（狭間の口元に手をあててきたので、咄嗟に息を止めたとの事）。報復としてこの後、10月8日に立正大で秋本を、それから三週間後の27日に東大で梅田をそれぞれ殺害。

### 党派闘争の激化（殺人段階に入る）と組織の変質
- 1977年2月11日 中原一が国電取手駅前で待ち伏せしていた革マル派の襲撃部隊に殺害される（革労協書記長内ゲバ殺人事件）。この結果、狭間ら学生委員会武闘派・PSD（プロレタリア統一戦線戦闘団）の軍事主義への押さえが弱まってしまう。対革マル戦が激化する中で、後の労対派となる潮流は革マル派に対して報復を唱えるものの、解放派本来のレーニン主義批判の立場を堅持、革マルという党派の持つ宗派的イデオロギーを徹底批判するなど、あくまでイデオロギー闘争を持って革マルという宗派の解体が重要であるというスタンスに徹する。その一方で、学生組織・戦闘組織に影響力を持つ狭間嘉明とその取り巻きらは、革マルという革命党派に敵対する武装反革命集団をテロルにて物理的に解体するための軍事組織を早急に強化する必要があると主張し、解放派が批判の対象としてきたレーニン的組織原則に屈服してしまうこととなる。更に、当日の運転手にスパイの疑いをかけ査問する（いわゆるヨーロッパ問題）。
- 1977年4月15日 革マル派幹部藤原隆義（杜学）他4名が乗車した印刷局のワゴン車を前後から車で挟み撃ちにして攻撃。右翼の街宣車のように鉄板で防御してあったので攻めあぐね、発炎筒を投げ込み、いぶりだしをはかるも失敗、時間切れのため撤収し、攻撃失敗と報告する。攻撃の衝撃でドアを中から開けることが出来なかったのか、積荷のインクが引火し4人は焼死。事件から二日後に行われた三里塚の集会にて革労協活動家が犯行を追認するビラを配布し事件の動機が明確になった。当初意図したこととは違う結果となったものの、残虐な軍事的手段をもって革マル4人の「死」をもたらしたこの襲撃は後の軍事路線の方向性を決めたという点で、解放派の重要な転換点になった事件である（浦和車両放火内ゲバ殺人事件）。
- 1978年10月 目上委差別ビラ事件問題発生。東京都目黒区において、映画「造花の判決」上映宣伝ビラの記載事項に「百歩譲って石川が黒だったとしても…」という記述が大きな批判を受けた。「目黒区上映委員会」＝「目上委」は地域における地域の小さなサークルであり、批判を受けたビラの作成責任を担っていたのは解放派シンパであった。社青同中央（革労協としては採択について激しい論争が起き意見がまとまらなかった）で「組織内部糾弾闘争〈内糾〉路線」を採択。これに乗じて、党内で力をつけていた狭間嘉明ら革労協学生委員会中心の武闘派グループが滝口弘人・高見圭司を中心とする労働者活動家グループと対立を強める。内糾本部は連日神奈川大学宮面寮にあった査問室に反対派の疑いがある活動家を呼び出し、スパイ、差別者、と攻撃し自己批判を迫った。これらの内糾本部の活動に対し潮流を問わず多くの活動家から批判の声が上がったが、その暴走を止められる者はいなかった。当初は反内糾の意思表示をしていたのに、その後内糾本部に与する活動家も多く現れた。

### 狭間派と労対派の分裂
- 1980年9月15日 かねてから党内闘争が継続されていたが、ついにこの日三里塚において狭間に与するグループが滝口に与するグループを武装襲撃。これによって、解放派・革労協の組織的分裂が決定的となる。この後も狭間派は後の解放派全協に結集する活動家に対して武装襲撃を繰り返し、拉致・監禁という事態も発生し、負傷者まで出した。
- 1981年6月頃までに永井、狭間、けん（いわゆる「NHK」）らの狭間派（学生の半分と労働者の一部）と、滝口、高見ら他称「労対派」（後の革命的労働者党建設をめざす解放派全国協議会、通称解放派全協）（学生の半分と労働者の多数）に分裂。分裂を機に解放派社青同は事実上機能を停止する。
- 分裂の過程において、狭間派にも労対派にも与しないでそのまま解放派から離脱するメンバーも多数出現した。元々、解放派が狭間派のような過激な武装闘争を主張する極左的集団から、労対指導部よりもさらに右で、社会主義協会、さらには社会党に近い主張をする社民サンディカリスト的な集団をも含んだ統一戦線であったために、中原書記長暗殺以後の軍事化路線への傾斜及び内部糾弾闘争の党内派閥の政治的引き回しに嫌気がさしてそのまま脱落したものが後を絶たなかったのである。
- 1981年 現代社を追われた滝口らの革労協総務委員会反主流派グループ（思想的には彼らが本流なのは皮肉だが）と狭間ら学生委員会の武闘派らのスターリズム的なやり方に異を唱えた活動家らは、81年に機関紙「プロレタリア革命（後に連帯に改題）」を発行し狭間らを「宗派グループ」と規定して対立を強めた。分裂直後に75年創造社襲撃メンバーや東水労組合員などの労働者活動家及び神奈川大学の学生活動家（通称：4.20グループ）らが狭間派らの襲撃を受け負傷者を出すが、労対派は狭間派のような「個人テロル」という手段を用いた反撃はしなかった（集会などでの小競り合いはあった）。滝口らのグループは正式な公然拠点を連帯社とし、革労協再建を全国の社青同メンバーらに訴えるが現在では革命的労働者党建設をめざす解放派全国協議会を名乗り、初期解放派の思想を体現した組織の建設を行っている。
- 1999年 滝口弘人死去。

## 拠点

### かつての拠点労組青年部
- 全水道東京水道労働組合
- 全逓信労働組合東京地方本部青年部、東京南部地区青年部
- 私鉄総連東急労働組合青年部
- 国労高崎地方本部
- 自治労大阪市従青年部、川崎市職青年部

### かつての拠点校
- 南山大学
- 日本福祉大学
- 名古屋学院大学
- 東京大学駒場地区キャンパス（滝口、中原、五辻、福島、三井反帝学評議長67、平石、白形）
- 東京大学本郷地区キャンパス（浦井、野見、石井、稲川、八十島）
- 早稲田大学（不抜の政経、二法、理工、文連、早稲田祭実行委員会。大口昭彦、三島浩司都学連委員長65、北村行夫都学連書記長65、高橋幸吉三派全学連書記長66、石橋興一全学連委員長69、浜口、工藤永人（小嵐九八郎）らを輩出。本人たちは「社青同」解放派よりも、「早稲田」解放派を自認していた）
- 法政大学（中核派より多い時代もあった。10.8羽田の前日、中核派が襲撃）
- 明治大学（荻野反帝学評議長69を出す。70年代前半の明大和泉反帝学評は自らを「独立反帝学評」と呼び独自の路線を歩む傾向もあった。80年代以降は、労対との分裂で神奈川大の解放派が弱体化した結果最大拠点校へとなっていった。とは言え、明大生え抜きの解放派学生は少なく、実際には他大学出身の活動家の詰所になっていた。一大拠点でありながら全学連委員長経験者を出したこともない。）
- 上智大学（服部反帝学評議長）
- 東洋大学（内城全学連委員長70を出す。協会派との闘争に敗れ拠点を失うが、90年代に労対系の学生が存在していた（現在はいない））
- 成蹊大学
- 駒澤大学（法文経自治会として2000年代前半まで存在。学園祭実行委員会も仕切っていた）
- 東京女子大学（69年11.18、大学別逮捕者2番目、1番は東大、3番は早稲田）
- 立教大学
- 千葉大学
- 千葉工業大学
- 東京理科大学野田校舎
- 神奈川大学（70年代の最大拠点、北條全学連委員長72を出す。分裂の際、生協に拠点を持つ4.20グループ等学内多数派は労対についたが、全学自治会の執行部は狭間系が握った。しかし労対との分裂の結果組織は大幅に弱体化し、自治会運営も他大学の外人部隊でなんとか維持できるぐらいまで落ちぶれた。そして1996年、國學院大學たまプラーザキャンパスで起こった革マル派学生への内ゲバ殺人事件に絡む強制捜査で全学自治会は当局によって潰された。現在神奈川大では学生自治会の設置は禁止されている）
- 慶應義塾大学日吉（工学部及び日吉自治会、北見全学連委員長75を出す）
- 関東学院大学
- 横浜市立大学（竜井反帝学評書記長69）
- 東京外国語大学（滝口弘人の出身校）
- 武蔵野美術大学
- 拓殖大学
- 武蔵工業大学
- 立正大学
- 小樽商科大学（北海道における唯一の拠点であったが、1973年革マルの襲撃により崩壊）
- 弘前大学
- 東北大学（山田茂樹を出す。80年代に中核派が台頭するまで学内の運動を統率していた）
- 宇都宮大学
- 富山大学
- 福井大学（ワンダーフォーゲル部が解放派拠点サークルとして機能し、多くの活動家を輩出した）
- 名城大学（東海における最大拠点）
- 関西学院大学
- 関西大学（関西における最大拠点）
- 大阪教育大学
- 大阪医科大学
- 奈良教育大学
- 神戸大学
- 近畿大学
- 徳島大学
- 広島女子大学
- 九州大学（九州における不抜の拠点。狭間嘉明、石井真作、臼田夜半（http://webcatplus.nii.ac.jp/webcatplus/details/creator/2392694.html）らを輩出）
- 長崎大学
- 佐賀大学
- 大分大学
- 九州産業大学
- 沖縄大学

### かつての拠点学生新聞会
- 東大駒場新聞
- 京大新聞
- 一橋大学新聞
- 明治大学新聞

### 関連組織・団体
- 日本社会主義青年同盟
- 全国反帝学生評議会連合
- 全日本学生自治会総連合
- 反帝高校生評議会連合
- プロレタリア統一戦線

## ヘルメット
| 組織                     | 前面     | 後面          |
| ------------------------ | -------- | ------------- |
| 日本社会主義青年同盟     | 社青同   | プロ統 全学連 |
| 全国反帝学生評議会連合   | 反帝学評 | プロ統 AISC   |
| 全国反帝高校生評議会連合 | 反帝高評 | プロ統        |